# 一些事一些情
一些事一些情是珠江经济台的一档广播节目。节目于2003年开播，现仍在电台和各网络平台播出。被誉为广东最长寿生活时尚类脱口秀节目。

## 节目内容
一些事一些情是生活时尚类脱口秀电台节目，涵盖男女情感、家庭生活、时尚潮流、人际关系、音乐娱乐、社会资讯、体育文艺等内容，传递着“乐观、自信、爱”的正能量。

## 主持人
节目的主持人是Hugo、阿智。他们自称是节目小助理，在节目中读出听众的故事，真正的节目主持人是广大的听众。

## 播出时间
珠江经济台：周六、周日21:30~23:00（精华剪辑版）。网络平台：周一、周三21:30（网络直播）

## 节目文化

### 节目起源
2003年SARS肆虐，广州各店铺停业，Hugo、阿智（即本节目主持人）在无聊之际便创作出了这个节目，现一直播出至今。

### 节目暗号
上句：床前明月光；下句：恭喜发财。当一人说出上句床前明月光，另一人说出下句恭喜发财时，便可知悉彼此都是该节目的听众。

### 称呼
节目听众称呼两位节目主持人为“双低”。听众之间互相称呼为“friend”、“低迷”。

## 节目获奖
2014年声动中国首届新浪微电台颁奖典礼年度最佳节目。